# 심철의
심철의(沈哲儀, 1973년 10월 29일 ~ )는 대한민국의 정치인이다. 제7대 광주광역시의회 운영위원장, 제9대 광주광역시의회 부의장을 지냈다.

## 학력
- 광주수창초등학교
- 무등중학교
- 전남고등학교
- 고려대학교 정치외교학과 졸업

## 경력
- 고려대학교 교우회(총동창회) 상임이사
- 사단법인 광주청소년교육포럼 부이사장
- (합)호남운수 대표
- 2014.07 ~ 2018.03 : 제7대 광주광역시의회 의원
  - 2014.07 ~ 2016.06 : 제7대 광주광역시의회 전반기 의회운영위원회 위원장
- 김부겸 국무총리 자문위원
- 심스오일 대표
- 2022.07 ~ : 제9대 광주광역시의회 의원
  - 2022.07 ~ : 제9대 광주광역시의회 전반기 부의장
  - 2022.07 ~ : 제9대 광주광역시의회 전반기 의회운영위원회 위원
  - 2022.07 ~ : 제9대 광주광역시의회 전반기 교육문화위원회 위원

## 역대 선거 결과
|  | 59.7% |

|  | 70.27% |